# ITF Women's Circuit São Paulo
L'ITF Women's Circuit São Paulo è stato un torneo professionistico di tennis giocato su campi in terra rossa. Faceva parte dell'ITF Women's Circuit nella categoria $10.000. Si è giocata una sola edizione, a San Paolo in Brasile.

## Albo d'oro

### Singolare
| Anno | Campionessa          | Finalista           | Punteggio     |
| ---- | -------------------- | ------------------- | ------------- |
| 2011 | Maria Fernanda Alves | Beatriz Haddad Maia | 4–6, 7–5, 6–3 |

### Doppio
| Anno | Campionesse                     | Finaliste                     | Punteggio             |
| ---- | ------------------------------- | ----------------------------- | --------------------- |
| 2011 | Carla Forte Beatriz Haddad Maia | Isabella Robbiani Kyra Shroff | 6–7(5–7), 6–3, [10–7] |